# قلعة عيرف
قلعة عيرف أو أعيرف قلعة قديمة تقع في منطقة حائل شمال نجد في المملكة العربية السعودية، تقع قلعة عيرف التاريخية في قلب مدينة حائل فوق قمة جبل يشرف على المدينة، والذي تنسب إليه تسميه القلعة بهذا الاسم. يُعتقد أن القلعة قد بنيت في عام 1840. وتعتبر أحد معالم حائل التراثية، وتمتاز بموقعها الذي يسهل رؤيتها من كافة أنحاء المدينة.

## نبذه عن القلعة
تعد قلعة عيرف واحدة من أهم المعالم الأثرية الثقافية في منطقة حائل، ويقال أن أول بناء لها تم في عهد أسرة آل علي بنهاية القرن الحادي عشر الهجري وبداية القرن الثاني عشر الهجري، أي حوالي عام 1840، وبُنيت لغرض المراقبة، لذا روعي في بنائها البساطة، وقد توالت عليها الإصلاحات في عهد آل رشيد حتى وصلت إلى شكلها الحالي في عهد الحكم السعودي، حيث كان يستطلع منها هلال شهر رمضان وكان يطلق منها مدفع رمضان.

## وصف القلعة
بُنيت القلعة على مساحة تبلغ 440 مترًا مربعًا، ويقع المتحف التاريخي المعروف بقلعة عيرف، والذي يتمركز في أعلى قمة جبل ذي ارتفاع يبلغ 650 مترًا، يعرف باسم جبل عيرف، وهو ما نسبت إليه تسمية القلعة، تم بناء القلعة من الطين اللبن، وتم تزويدها بالأبراج والفتحات لمراقبة الأعداء والدفاع عن سكانها من أخطار الخصوم والغزاة حتى أضحت بمثابة الحارس الآمين للمدينة ومن يقطنها، ثم توالت عليها الإضافات والبنايات في عصر آل رشيد، حتى وصلت لشكلها الحالي وهي عبارة عن قلعة مستطيلة الشكل ومتوسطة الحجم يحيطها سور متين ومزودة بفتحات لتصريف مياه الأمطار.

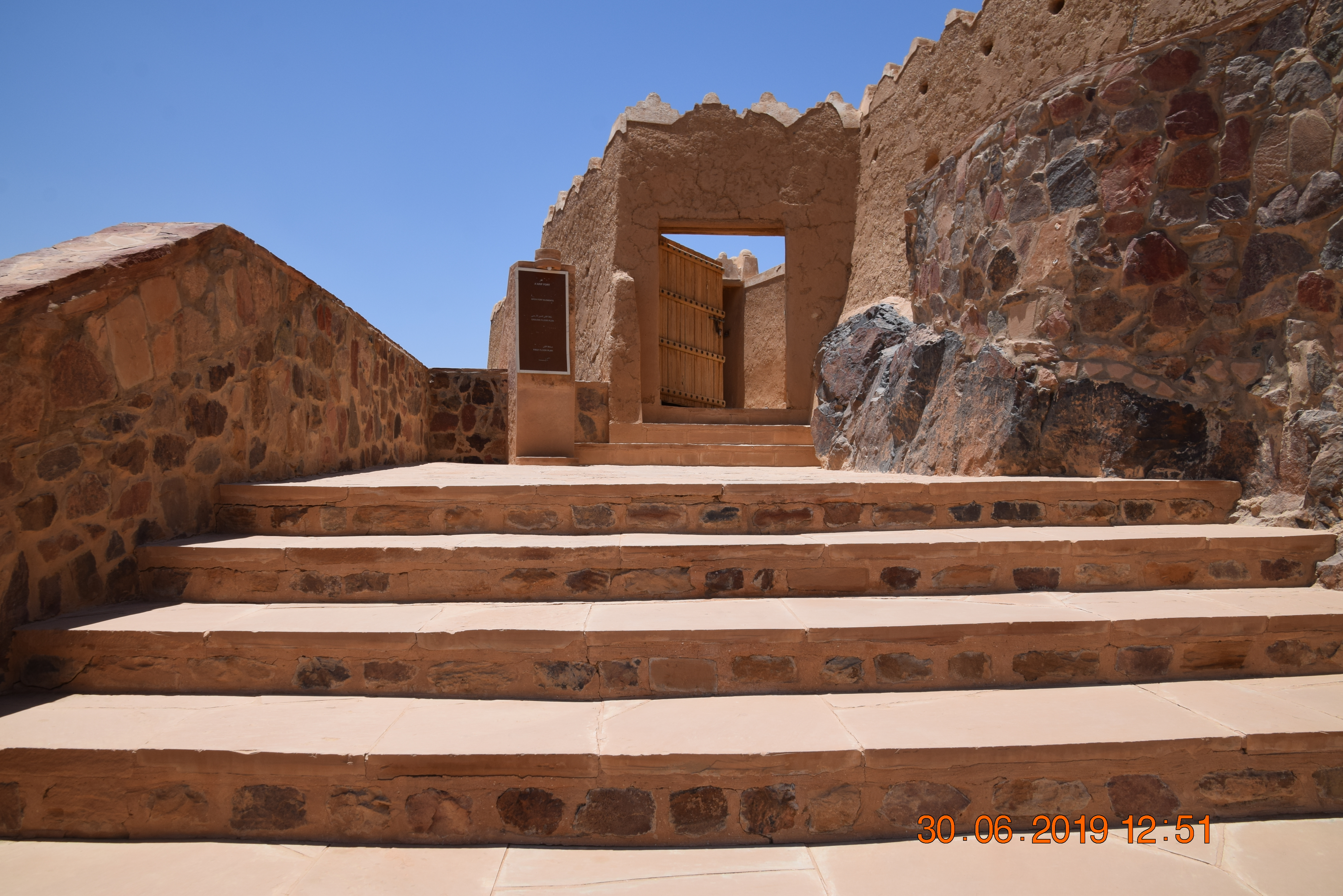

القلعة مزودة بكل ما يحتاج إليه المرابط، إذ تتوافر فيها أماكن للنوم وأخرى للتخزين ومصلى ودورات للمياه، إلى جانب كثرة أعداد الأبراج وفتحات المراقبة والدفاع بداخلها والتي يبلغ عددها 30 برجًا، تتميز القلعة بأبوابها الخشبية الكبيرة والمنقوشة بنقوش المنطقة وكذلك بارتفاع برج القلعة والذي يأخذ شكلاً مخروطيًا متدرجًا بأبعاد 40 متر و11 متر لكل جانب. ثم تحولت القلعة في العصور الحديثة لموقع يستطلع من خلاله هلال شهر رمضان ويطلق منه مدفعه لتنبيه الصائمين عندما يحين موعد إفطارهم، قبل أن يتحول إلى مزار سياحي في الوقت الحالي.

## انظر ايضاً
- حائل
- القشلة (حائل)

## وصلات خارجية
- معرض صور قلعة عيرف